# 徐京明
徐京明，中国人民解放军军人、驻外武官。
徐京明是中国人民解放军原副总参谋长徐信次子。2005年至2011年，任驻日本国防武官（陆军少将衔）。2011年至2013年，任驻韩国国防武官（陆军少将衔）。